# Илия Саров
Илия Саров е български революционер, деец на Вътрешната македоно-одринска революционна организация.

## Биография
Саров е роден в 1870 година в леринското село Търсие, тогава в Османската империя. Работи като бичкиджия във Влашко, след това в Свободна България, където влиза в средите на македоно-одринското революционно движение. През септември 1898 година се прибира в Търсие. Заедно с още трима души убива местния катил Нури бей. След разкриването на деец на ВМОРО от Прилеп, който нощувал в къщата му, Саров става нелегален и влиза в костурската чета на ВМОРО, а къщата му е обрана от властите. На 23 април 1902 година търсиянската чета е в селото и изненадващо е обсадена от войска от Костур, Лерин и от Големата кула на Бигла. Четата си пробива път с атака, като Саров е ранен в лявата ръка, а братовчед му Ламбро Филев загива. На 21 май търсиянската чета отново е обградена в Търсие заедно с Васил Чекаларов и Марко Лерински. След еднодневно сражение, в което загиват 12 турски войници, а 15 са ранени, четниците се измъкват. Саров участва в Илинденско-Преображенското въстание през лятото на 1903 година с търсиянската чета и се сражава при Чанище.
След разгрома на въстанието заминава за Румъния и оттам за Америка. В 1910 година обаче отново се връща в Търсие и става местен ръководител на ВМОРО. По време на Балканската война през есента на 1912 година той и брат му Коце Саров се присъединяват към Костурската съединена чета на Васил Чекаларов и се сражават при Кула на Бигла.
След като Търсие попада в Гърция в 1913 година, Саров заминава за Америка, но в 1920 година отново се връща. Умира през пролетта на 1923 година.